# Brockhaus-Efron

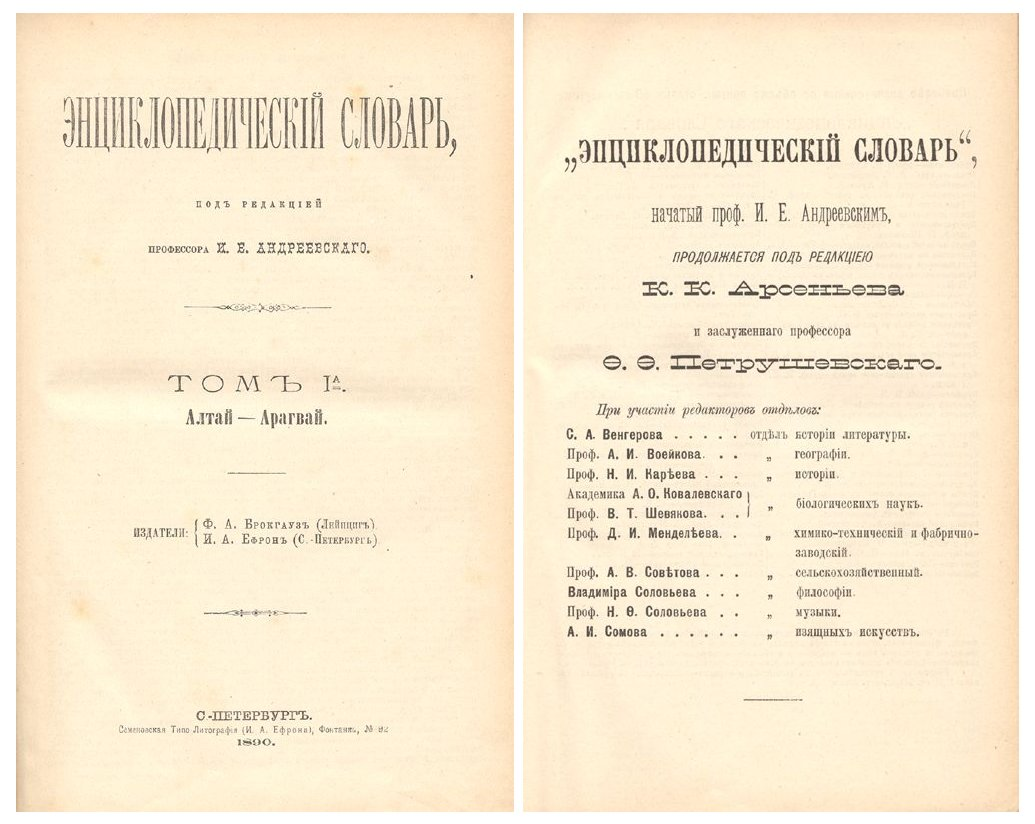
Titelseite aus der Brockhaus-Efron-Enzyklopädie

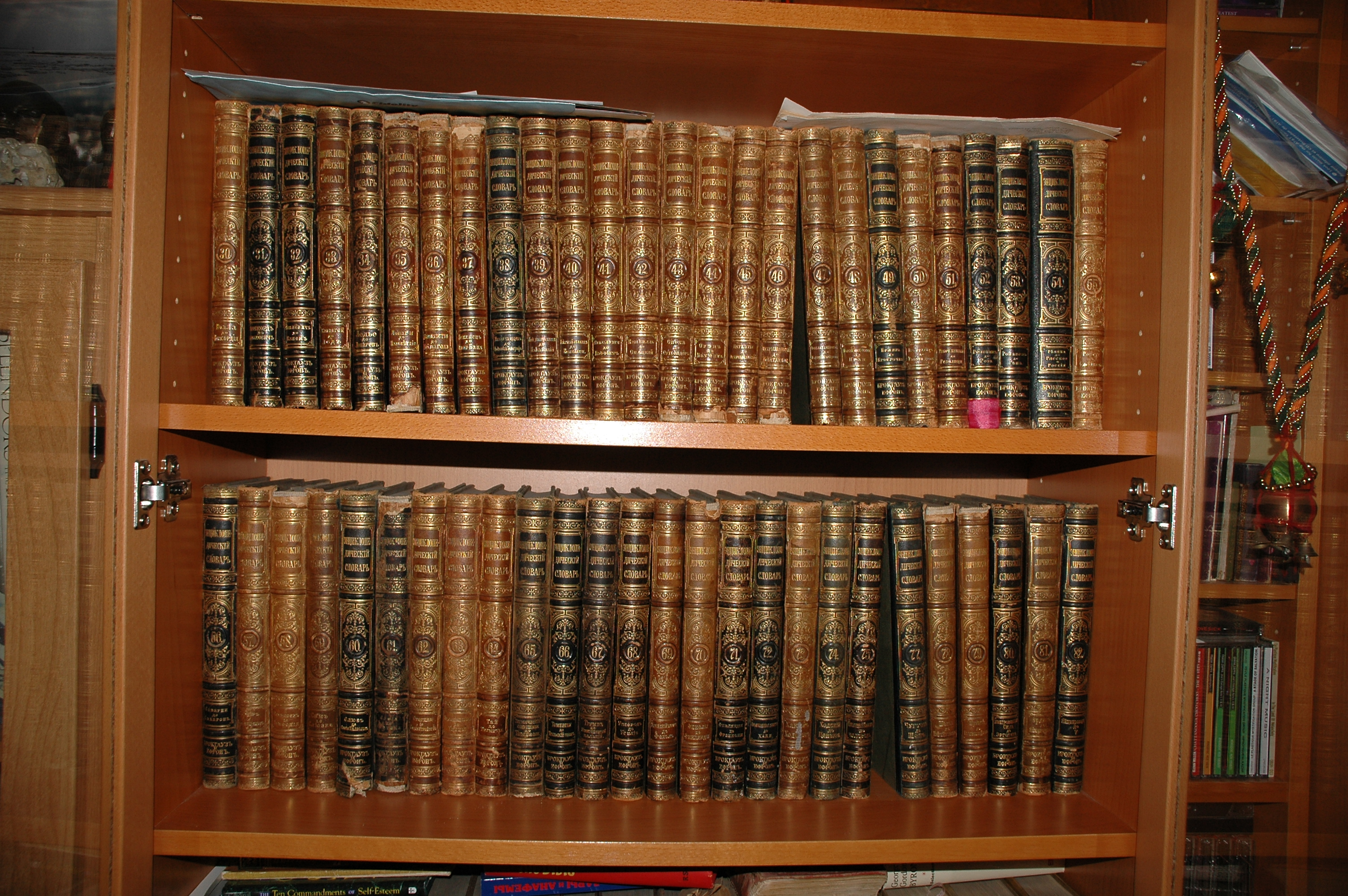
Vollständige Brockhaus-Efron-Enzyklopädie mit 86 Bänden

Brockhaus & Efron (russisch Энциклопедический словарь Брокгауза и Ефрона Enziklopeditscheski slowar Brokgausa i Jefrona), abgekürzt ESBJe (russisch ЭСБЕ, wissenschaftliche Transliteration ĖSBE), war eine Schwesterfirma des deutschen Verlags F. A. Brockhaus, die das russische Konversationslexikon Enziklopeditscheski slowar herausgab.
Der Enziklopeditscheski slowar wurde in den Jahren 1890 bis 1907 verfasst und war eine Zusammenarbeit der Verleger Friedrich Arnold Brockhaus aus Leipzig und Ilja Jefron (englisch Ilya Efron) aus Sankt Petersburg. Er umfasste als kleine Ausgabe 41 Bände und 2 Supplemente und als große Ausgabe 82 Bände und 4 Supplemente mit 121.240 Artikeln, 7.800 Abbildungen und 235 Karten. 
Ein dreibändiges Wörterbuch (russisch МЭСБЕ MESBJe) wurde zwischen 1899 und 1902 herausgegeben, welches in der zweiten Auflage (1907–1909) in vier Bänden erschien.
Zwischen 1911 und 1916 erschienen 29 (bis Отто) der geplanten 48 Bände eines umfangreichen Wörterbuches (russisch Новый энциклопедический словарь Nowy enziklopeditscheski slowar). Die unvollständigen und unveröffentlichten Bände 30 und 31 befinden sich in der Russischen Nationalbibliothek.
An der Abfassung des Konversationslexikons und der Wörterbücher wirkten namhafte russische Gelehrte wie Dmitri Mendelejew, Wladimir Solowjow, Semjon Wengerow (1855–1920), Nikolai Knipowitsch und Andrei Beketow (1825–1920) mit. Der Enziklopeditscheski slowar war gewissermaßen als Staatsenzyklopädie des Russischen Kaiserreiches und russisches Pendant zur Brockhaus Enzyklopädie und zur Encyclopædia Britannica konzipiert.